# Janneke van Tienen
Janneke van Tienen est une ancienne joueuse néerlandaise de volley-ball née le 29 mai 1979 à  Mill. Elle mesure 1,77 m et jouait libero. Elle a totalisé 343 sélections en équipe des Pays-Bas.

## Clubs
| Club                    | De        | À         |
| ----------------------- | --------- | --------- |
| VC Weert                | 1997-1998 | 2002-2003 |
| USC Münster             | 2003-2004 | 2004-2005 |
| Martinus Amstelveen     | 2005-2006 | 2007-2008 |
| Pallavolo Sirio Perugia | 2008-2009 | 2008-2009 |
| VK Bakı                 | 2011-2012 | 2011-2012 |

## Palmarès

### Équipe nationale
- Grand Prix Mondial
  - Vainqueur : 2007.
- Championnat d'Europe
  - Finaliste : 2009.

### Clubs
- Challenge Cup
  - Finaliste : 2012.
- Championnat d'Allemagne
  - Vainqueur : 2004, 2005.
- Coupe d'Allemagne
  - Vainqueur : 2004, 2005.
- Championnat des Pays-Bas
  - Vainqueur : 2006, 2007, 2008.
- Coupe des Pays-Bas
  - Vainqueur : 2006, 2007, 2008.
- Supercoupe des Pays-Bas
  - Vainqueur : 2006, 2007, 2008.